# Зовнішнє ядро

Земля в розрізі від ядра до екзосфери. Зовнішнє ядро позначене сірим кольором

Зовнішнє ядро позначене цифрою 5

Зо́внішнє ядро́ — рідка оболонка земної кулі, розташована між внутрішнім ядром та мантією.

## Опис
Діаметр — 2200 км. 

Температура досягає від 3200 °C. 

Хімічний склад: Si — 6%, Fe — 79,5%, Ni — 5,2%, S — 2,1%, O — 0,1%, Mn — 0,03%, Cr — 0,9%, Co — 0,25%, P — 0,2%.

Густина близько 5,5 т/м³, тиск до 285 ГПа.

## Магнітне динамо
За терією  магнітного динамо у зовнішньому ядрі відбуваються конвекційні потоки, що зумовлюють існування магнітного поля Землі. Тепло, необхідне для утворення цих потоків виділяється за рахунок кристалізації внутрішнього ядра, витіснення з внутрішнього ядра легких хімічних елементів та радіоактивності.